# Trường Nhật Bản ở Thành phố Hồ Chí Minh
Trường Nhật Bản ở Thành phố Hồ Chí Minh (JSHCM) (ホーチミン日本人学校 Hō Chi Min Nihonjin Gakkō) là một trường quốc tế Nhật Bản tại phường Tân Phú, Phú Mỹ Hưng, Quận 7, Thành phố Hồ Chí Minh, Việt Nam. Nó được thành lập vào năm 1997.